# Sušice (okres Přerov)
Sušice jsou obec ležící v okrese Přerov. Žije zde 313 obyvatel. Obec leží zhruba 8 km severovýchodně od Přerova.

## Historie
První písemná zmínka o obci pochází z roku 1078.
Vlastnictví obce se v průběhu let často střídalo. Od roku 1360 zdejší tvrz a ves držel Jan ze Sušice, avšak v roce 1376 již Sušice patřily Jaškovi Hromadovi z Horky a ze Sušic. V roce 1392 koupil Sušice Markrabě Jošt, který je ještě téhož roku prodal Olomoucké kapitule. V roce 1465 však Jiří z Poděbrad zastavil Sušice spolu s dalšími kapitulními obcemi Jiřímu Ctiborovi z Cimburka. Od roku 1609 náležely Sušice tehdejšímu majiteli panství Helfštýnského, tedy Jiřímu Bruntálskému z Vrbna. Jiří Bruntálský však zemřel během českého povstání a tak se obec v roce 1622 dostala opět do rukou Olomoucké kapituly.
V roce 1848 dochází ke zrušení poddanství a Sušice tak získávají možnost vlastní místní samosprávy čímž v dalších letech vzniká katastrální obec Sušice.
Od roku 1913 působí v obci Sokol a od roku 1931 také místní hasičský sbor, kterému byla po druhé světové válce vybudována nová zbrojnice. V průběhu první poloviny 20. století v obci existoval také divadelní amatérský soubor. Ten však nedokázal odolat rozmachu televizního vysílání a tak byla jeho činnost ukončena.

## Spolky
V obci existuje několik aktivních občanských spolků, jsou jimi:
- Sestry v akci
- Tělocvičná jednota Sokol Sušice
- Myslivecké sdružení Sušice
- Český zahrádkářský svaz
- Hasiči Sušice
- Spolek za krásné Sušice

## Galerie

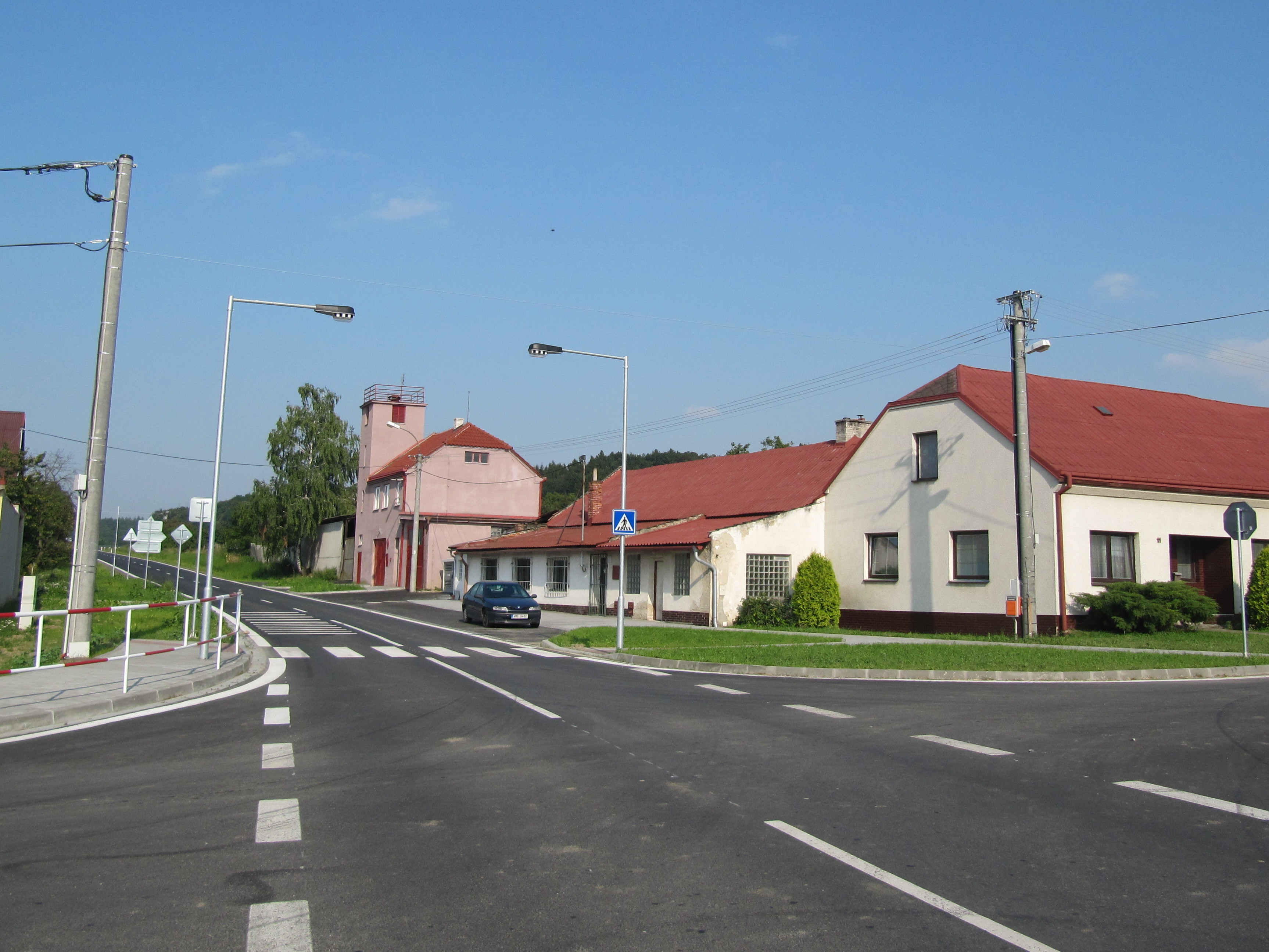
Křižovatka, směr Lipník nad Bečvou
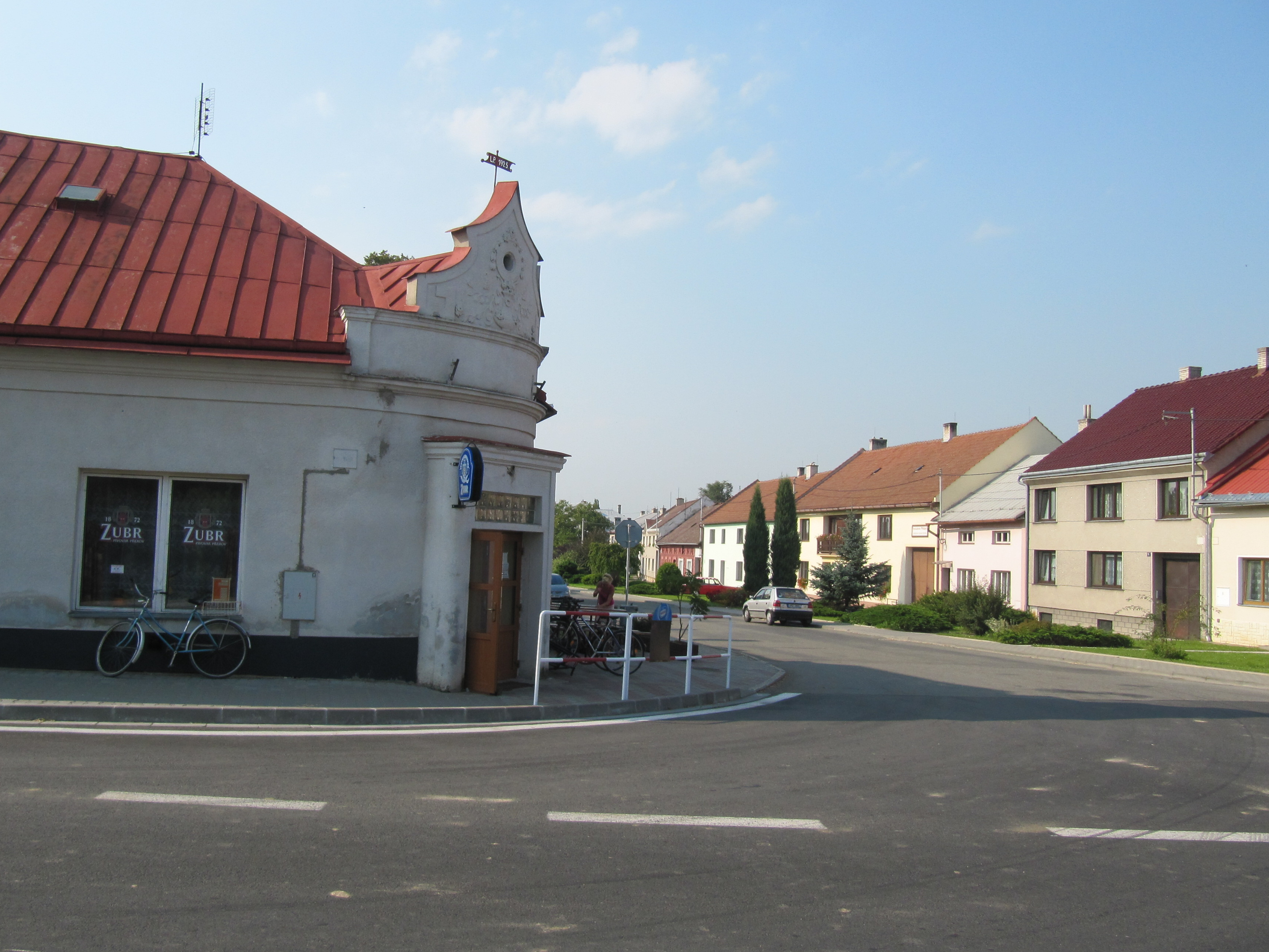
Hospoda na rohu návsi
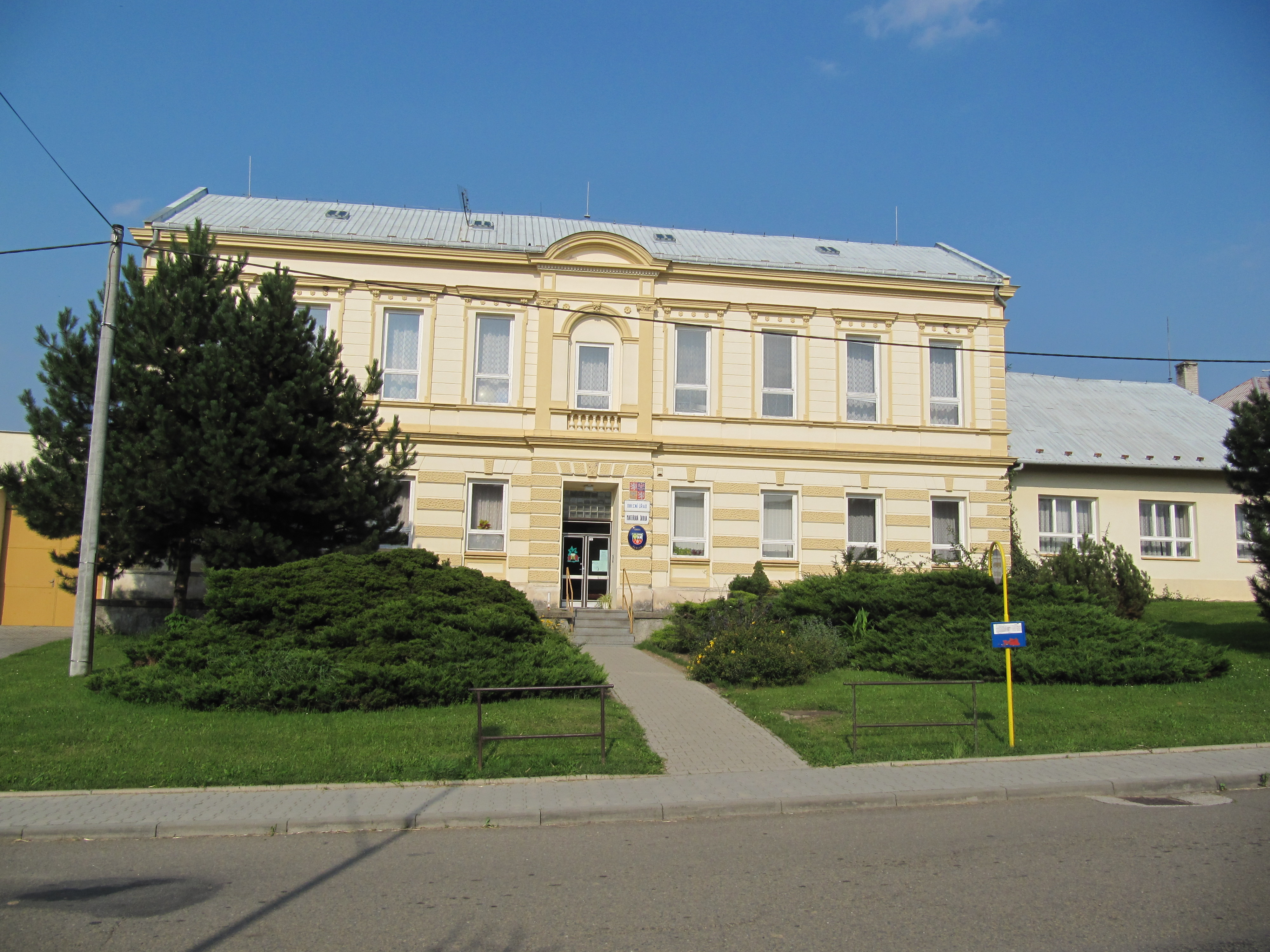
Obecní úřad
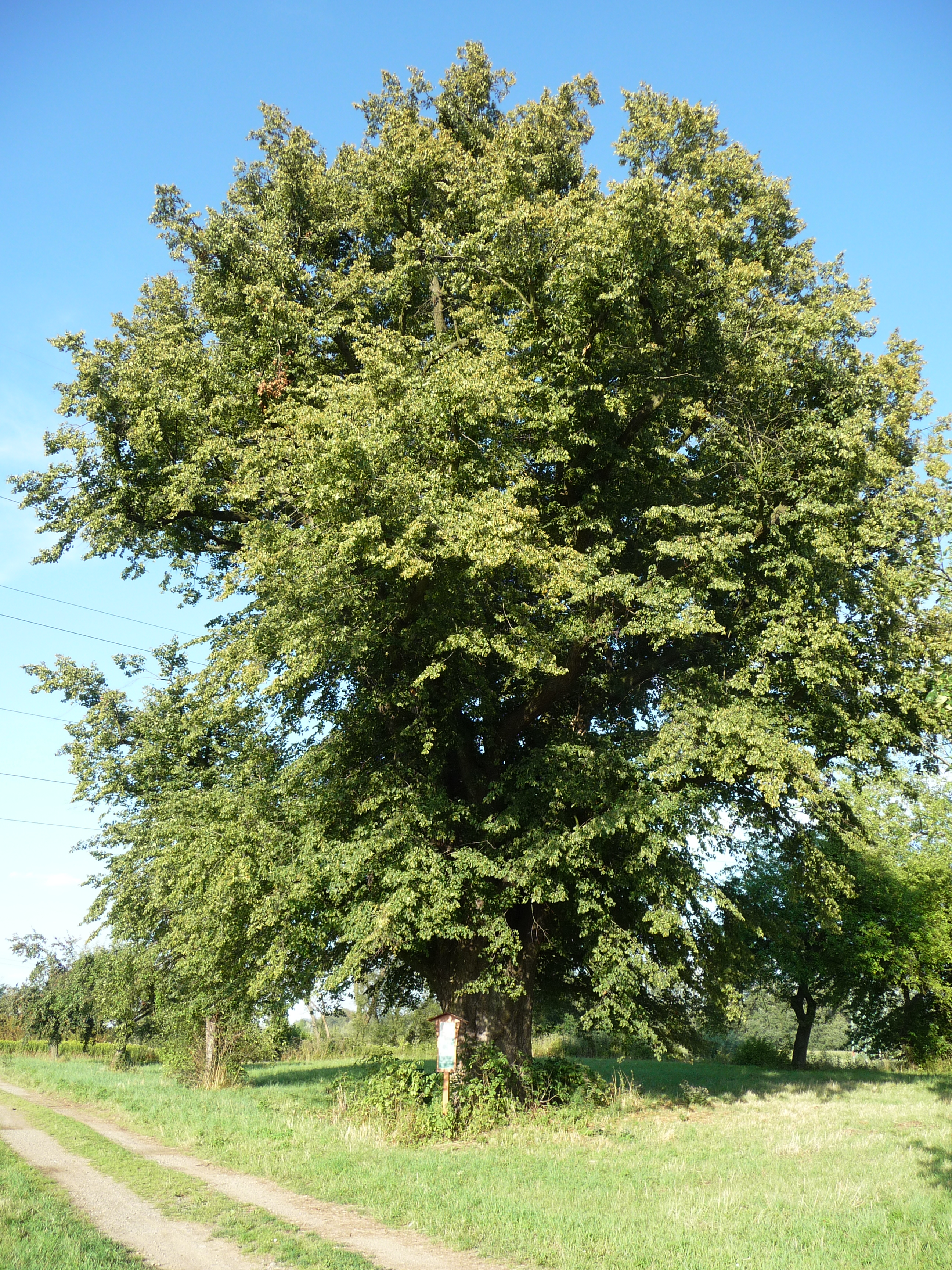
Chráněná lípa